# 알바이 아메드 베리
알바이 아메드 베리(Albay Ahmed Berri)는 자유 시리아군의 참모총장이다. 2014년 10월 참모총장으로 임명된 베리는 압둘일라 알바시르의 뒤를 이었으며 2014년 2월 여단장 압델카림 알하흐메트로 교체되었다. 2015년 7월 시리아 최고군사위원회와의 논쟁 이후 시리아 국가연합은 베리에게 자유 시리아군 참모총장으로 복귀할 것을 주장했으나 그의 직책은 최고군사위원회로부터 승인을 받지 못했다.

## 시리아 내전
2012년까지 베리는 악명높은 하마 군사위원회의 사령관이었다. 그의 지휘를 받던 자유 시리아군은 2012년 12월 아그라브 학살을 수행해 125명에서 300명의 시민이 죽었다. 이들은 대부분 소수 민족인 알라비테에서 온 이들이었다. 2013년 12월 31일 타프타나츠로 가는 길에 그는 이슬람 국가(ISIL)의 병사 2명에게 체포된 후 사라게브 근처에 수감되었다. 이들리브 군사위원회가 진격을 개시해 그는 하마 주에서 석방되었다.